# Bye södra kalkbarrskogs naturreservat
Bye södra kalkbarrskogs naturreservat är ett naturreservat i Östersunds kommun i Jämtlands län.
Området är naturskyddat sedan 2024 och är 9,5 hektar stort. Reservatet ligger sydväst om Marieby kyrka och består av kalkbarrskog.